# پاپه ته
پاپِه ته  
(به تاهیتیایی: Papeʻete) (نحوه تلفظ: [pa.pe. ʔe.te]) پایتخت پلی‌نزی فرانسه یک مجموعه فرادریایی دولت جمهوری فرانسه در اقیانوس آرام است. کُمون پاپِه ته در جزیره تاهیتی در بخش اداری جزایر بادگیر قرار داشته و مرکز بخش اداری نامبرده می یاشد.رئیس‌جمهور پلی نزی فرانسه و فرماندار عالی فرانسه، هر دو در پاپِه ته اقامت دارند.
این شهر مرکز اصلی خدمات عام و خاص دولتی، فعالیت‌های تجاری، صنعتی و مالی تاهیتی و پلی‌نزی فرانسه، و همچنین مرکز گردشگری پلی‌نزی فرانسه و یک بندر پرتردد است.جزایر بادگیر خود بخشی از جزایر انجمن هستند. نام پاپِه ته که گاهی در زبان‌هایی غیر از تاهیتیایی Papeete نیز نوشته می‌شود، نام این شهر به معنای «آب از سبد» است.
در سرشماری سال ۲۰۲۲، جمعیت منطقه شهری پاپِه ته برابر بود با ۱۲۴٬۷۴۲ نفر بود که ۲۶٬۶۴۴ نفر از آنها در کُمون پاپِه ته زندگی می‌کردند.

## جغرافیا
کُمون پاپِه ته به ۱۱ منطقه (ناحیه) تقسیم‌بندی شده است:
| \| کد مشخصه منطقه \| نام منطقه (به تاهیتیایی) \| مساحت کیلومتر مربع \| جمعیت. ۲۰۱۷-۰۸-۱۷ \| تراکم جمعیت بر کیلومتر مربع \| موقعیت \| \| -------------- \| ------------------------------ \| ------------------ \| ----------------- \| --------------------------- \| ---------- \| \| 35A \| Manuhō'ē - Fare'ute - Motu uta \| ۱٫۱۵ \| ۲٬۳۰۱ \| ۲٬۰۰۰ \| ساحل \| \| 35B \| Patutoa \| ۰٫۴۴ \| ۱٬۶۵۳ \| ۳٬۷۴۳ \| ساحل \| \| 35C \| Taunoa \| ۰٫۴ \| ۲٬۱۸۷ \| ۵٬۵۱۲ \| ساحل \| \| 35D \| Fāriʻipiti \| ۰٫۳۴ \| ۱٬۸۱۱ \| ۵٬۳۳۲ \| نزدیک ساحل \| \| 35E \| Titioro \| ۳٫۵۳ \| ۳٬۵۶۶ \| ۱٬۰۰۹ \| درونبوم \| \| 35F \| Tepapa \| ۴٫۶۳ \| ۳٬۴۰۷ \| ۷۳۶ \| درونبوم \| \| 35G \| Faiere \| ۰٫۸۷ \| ۱٬۹۳۳ \| ۲٬۲۱۳ \| ساحل \| \| 35H \| Pic Rouge \| ۳٫۲۳ \| ۱٬۹۷۳ \| ۶۱۱ \| درونبوم \| \| 35I \| Tīpaeru'i \| ۱٫۹۳ \| ۴٬۱۸۷ \| ۲٬۱۴۳ \| ساحل \| \| 35J \| Paofai \| ۰٫۶ \| ۱٬۶۳۸ \| ۲٬۷۴۳ \| ساحل \| \| 35K \| Mama'o \| ۰٫۵۲ \| ۲٬۲۶۹ \| ۴٬۳۴۳ \| نزدیک ساحل \| \| ۳۵ \| Papeʻetē \| ۱۷٫۶۴ \| ۲۶٬۹۲۵ \| ۱٬۵۲۶ \| \| |                                |                    |                   |                             |            |
| |                                |                    |                   |                             |            |
| کد مشخصه منطقه | نام منطقه (به تاهیتیایی)       | مساحت کیلومتر مربع | جمعیت. ۲۰۱۷-۰۸-۱۷ | تراکم جمعیت بر کیلومتر مربع | موقعیت     |
| 35A | Manuhō'ē - Fare'ute - Motu uta | ۱٫۱۵               | ۲٬۳۰۱             | ۲٬۰۰۰                       | ساحل       |
| 35B | Patutoa                        | ۰٫۴۴               | ۱٬۶۵۳             | ۳٬۷۴۳                       | ساحل       |
| 35C | Taunoa                         | ۰٫۴                | ۲٬۱۸۷             | ۵٬۵۱۲                       | ساحل       |
| 35D | Fāriʻipiti                     | ۰٫۳۴               | ۱٬۸۱۱             | ۵٬۳۳۲                       | نزدیک ساحل |
| 35E | Titioro                        | ۳٫۵۳               | ۳٬۵۶۶             | ۱٬۰۰۹                       | درونبوم    |
| 35F | Tepapa                         | ۴٫۶۳               | ۳٬۴۰۷             | ۷۳۶                         | درونبوم    |
| 35G | Faiere                         | ۰٫۸۷               | ۱٬۹۳۳             | ۲٬۲۱۳                       | ساحل       |
| 35H | Pic Rouge                      | ۳٫۲۳               | ۱٬۹۷۳             | ۶۱۱                         | درونبوم    |
| 35I | Tīpaeru'i                      | ۱٫۹۳               | ۴٬۱۸۷             | ۲٬۱۴۳                       | ساحل       |
| 35J | Paofai                         | ۰٫۶                | ۱٬۶۳۸             | ۲٬۷۴۳                       | ساحل       |
| 35K | Mama'o                         | ۰٫۵۲               | ۲٬۲۶۹             | ۴٬۳۴۳                       | نزدیک ساحل |
| ۳۵ | Papeʻetē                       | ۱۷٫۶۴              | ۲۶٬۹۲۵            | ۱٬۵۲۶                       |            |

### آب و هوا
پاپِه ته دارای اقلیم موسمی حاره‌ای (بر اساس سامانه طبقه‌بندی اقلیمی کوپن) با دو فصل مرطوب خشک است، این شهر از نقطه نظر آب و هوایی، هم‌مرز با
اقلیم جنگل‌های بارانی حاره‌ای، با دما و رطوبت بالا در تمام سال است. البته، بارش حتی در فصل خشک این شهر نیز مشاهده می‌شود. فصل خشک کوتاه و فقط شامل ماه‌های اوت و سپتامبر است، مابقی سال مرطوب بوده و بیشترین بارندگی در ماه‌های دسامبر و ژانویه رخ می‌دهد. این شهر در اکثر اوقات آفتابی است، و بارندگی‌ها به صورت رعد و برق همراه طوفان بوده و برای مدت طولانی دوام نمی‌آورد.
| داده‌های اقلیم پاپِه ته (۱۹۸۱–۲۰۱۰ متوسط، منتهی الیه ۱۹۷۶−تا زمان حال) | داده‌های اقلیم پاپِه ته (۱۹۸۱–۲۰۱۰ متوسط، منتهی الیه ۱۹۷۶−تا زمان حال) | داده‌های اقلیم پاپِه ته (۱۹۸۱–۲۰۱۰ متوسط، منتهی الیه ۱۹۷۶−تا زمان حال) | داده‌های اقلیم پاپِه ته (۱۹۸۱–۲۰۱۰ متوسط، منتهی الیه ۱۹۷۶−تا زمان حال) | داده‌های اقلیم پاپِه ته (۱۹۸۱–۲۰۱۰ متوسط، منتهی الیه ۱۹۷۶−تا زمان حال) | داده‌های اقلیم پاپِه ته (۱۹۸۱–۲۰۱۰ متوسط، منتهی الیه ۱۹۷۶−تا زمان حال) | داده‌های اقلیم پاپِه ته (۱۹۸۱–۲۰۱۰ متوسط، منتهی الیه ۱۹۷۶−تا زمان حال) | داده‌های اقلیم پاپِه ته (۱۹۸۱–۲۰۱۰ متوسط، منتهی الیه ۱۹۷۶−تا زمان حال) | داده‌های اقلیم پاپِه ته (۱۹۸۱–۲۰۱۰ متوسط، منتهی الیه ۱۹۷۶−تا زمان حال) | داده‌های اقلیم پاپِه ته (۱۹۸۱–۲۰۱۰ متوسط، منتهی الیه ۱۹۷۶−تا زمان حال) | داده‌های اقلیم پاپِه ته (۱۹۸۱–۲۰۱۰ متوسط، منتهی الیه ۱۹۷۶−تا زمان حال) | داده‌های اقلیم پاپِه ته (۱۹۸۱–۲۰۱۰ متوسط، منتهی الیه ۱۹۷۶−تا زمان حال) | داده‌های اقلیم پاپِه ته (۱۹۸۱–۲۰۱۰ متوسط، منتهی الیه ۱۹۷۶−تا زمان حال) | داده‌های اقلیم پاپِه ته (۱۹۸۱–۲۰۱۰ متوسط، منتهی الیه ۱۹۷۶−تا زمان حال) |
| ماه                                                                  | ژانویه                                                               | فوریه                                                                | مارس                                                                 | آوریل                                                                | مه                                                                   | ژوئن                                                                 | ژوئیه                                                                | اوت                                                                  | سپتامبر                                                              | اکتبر                                                                | نوامبر                                                               | دسامبر                                                               | سال                                                                  |
| -------------------------------------------------------------------- | -------------------------------------------------------------------- | -------------------------------------------------------------------- | -------------------------------------------------------------------- | -------------------------------------------------------------------- | -------------------------------------------------------------------- | -------------------------------------------------------------------- | -------------------------------------------------------------------- | -------------------------------------------------------------------- | -------------------------------------------------------------------- | -------------------------------------------------------------------- | -------------------------------------------------------------------- | -------------------------------------------------------------------- | -------------------------------------------------------------------- |
| سابقهٔ بیش‌ترین °C (°F)                                                | ۳۶٫۰ (۹۷)                                                            | ۳۴٫۳ (۹۴)                                                            | ۳۵٫۳ (۹۶)                                                            | ۳۵٫۰ (۹۵)                                                            | ۳۴٫۵ (۹۴)                                                            | ۳۳٫۸ (۹۳)                                                            | ۳۳٫۰ (۹۱)                                                            | ۳۳٫۹ (۹۳)                                                            | ۳۳٫۹ (۹۳)                                                            | ۳۳٫۹ (۹۳)                                                            | ۳۴٫۰ (۹۳)                                                            | ۳۴٫۳ (۹۴)                                                            | ۳۶٫۰ (۹۷)                                                            |
| میانگین بیش‌ترین °C (°F)                                              | ۳۱٫۲ (۸۸)                                                            | ۳۱٫۴ (۸۹)                                                            | ۳۱٫۹ (۸۹)                                                            | ۳۱٫۸ (۸۹)                                                            | ۳۱٫۱ (۸۸)                                                            | ۳۰٫۳ (۸۷)                                                            | ۳۰٫۰ (۸۶)                                                            | ۳۰٫۰ (۸۶)                                                            | ۳۰٫۳ (۸۷)                                                            | ۳۰٫۵ (۸۷)                                                            | ۳۰٫۶ (۸۷)                                                            | ۳۰٫۴ (۸۷)                                                            | ۳۰٫۸ (۸۷)                                                            |
| میانگین روزانه °C (°F)                                               | ۲۷٫۱ (۸۱)                                                            | ۲۷٫۲ (۸۱)                                                            | ۲۷٫۶ (۸۲)                                                            | ۲۷٫۶ (۸۲)                                                            | ۲۶٫۸ (۸۰)                                                            | ۲۵٫۹ (۷۹)                                                            | ۲۵٫۶ (۷۸)                                                            | ۲۵٫۵ (۷۸)                                                            | ۲۵٫۹ (۷۹)                                                            | ۲۶٫۳ (۷۹)                                                            | ۲۶٫۶ (۸۰)                                                            | ۲۶٫۶ (۸۰)                                                            | ۲۶٫۶ (۸۰)                                                            |
| میانگین کم‌ترین °C (°F)                                               | ۲۳٫۰ (۷۳)                                                            | ۲۳٫۱ (۷۴)                                                            | ۲۳٫۴ (۷۴)                                                            | ۲۳٫۳ (۷۴)                                                            | ۲۲٫۶ (۷۳)                                                            | ۲۱٫۶ (۷۱)                                                            | ۲۱٫۲ (۷۰)                                                            | ۲۱٫۱ (۷۰)                                                            | ۲۱٫۶ (۷۱)                                                            | ۲۲٫۱ (۷۲)                                                            | ۲۲٫۶ (۷۳)                                                            | ۲۲٫۹ (۷۳)                                                            | ۲۲٫۴ (۷۲)                                                            |
| سابقهٔ کم‌ترین °C (°F)                                                 | ۱۹٫۲ (۶۷)                                                            | ۱۹٫۲ (۶۷)                                                            | ۲۰٫۴ (۶۹)                                                            | ۲۰٫۱ (۶۸)                                                            | ۱۹٫۵ (۶۷)                                                            | ۱۶٫۹ (۶۲)                                                            | ۱۶٫۰ (۶۱)                                                            | ۱۷٫۰ (۶۳)                                                            | ۱۷٫۰ (۶۳)                                                            | ۱۶٫۰ (۶۱)                                                            | ۱۹٫۰ (۶۶)                                                            | ۱۹٫۴ (۶۷)                                                            | ۱۶٫۰ (۶۱)                                                            |
| بارندگی میلی‌متر (اینچ)                                               | ۳۱۷٫۵ (۱۲٫۵)                                                         | ۲۷۷٫۷ (۱۰٫۹۳)                                                        | ۲۴۰٫۲ (۹٫۴۶)                                                         | ۱۴۳٫۱ (۵٫۶۳)                                                         | ۱۴۹٫۵ (۵٫۸۹)                                                         | ۸۰٫۸ (۳٫۱۸)                                                          | ۶۲٫۷ (۲٫۴۷)                                                          | ۶۶٫۴ (۲٫۶۱)                                                          | ۶۴٫۳ (۲٫۵۳)                                                          | ۱۲۰٫۹ (۴٫۷۶)                                                         | ۱۵۵٫۲ (۶٫۱۱)                                                         | ۳۹۶٫۸ (۱۵٫۶۲)                                                        | ۲٬۰۷۵٫۱ (۸۱٫۷)                                                       |
| میانگین روزهای بارندگی (≥ ۱.۰ mm)                                    | ۱۴٫۶                                                                 | ۱۳٫۴                                                                 | ۱۱٫۳                                                                 | ۹٫۲                                                                  | ۸٫۵                                                                  | ۶٫۰                                                                  | ۵٫۷                                                                  | ۵٫۲                                                                  | ۵٫۲                                                                  | ۷٫۸                                                                  | ۹٫۹                                                                  | ۱۵٫۳                                                                 | ۱۱۲٫۱                                                                |
| میانگین روزانه ساعت‌های تابش آفتاب                                    | ۲۱۵٫۵                                                                | ۱۹۹٫۲                                                                | ۲۲۶٫۰                                                                | ۲۳۰٫۳                                                                | ۲۲۸٫۶                                                                | ۲۲۰٫۰                                                                | ۲۳۵٫۲                                                                | ۲۵۱٫۱                                                                | ۲۴۱٫۶                                                                | ۲۳۲٫۱                                                                | ۲۰۸٫۷                                                                | ۱۹۶٫۶                                                                | ۲٬۶۸۴٫۹                                                              |
| منبع شماره ۱:                                                        |                                                                      |                                                                      |                                                                      |                                                                      |                                                                      |                                                                      |                                                                      |                                                                      |                                                                      |                                                                      |                                                                      |                                                                      |                                                                      |
| منبع شماره ۲: NOAA (sun 1961–1990)                                   |                                                                      |                                                                      |                                                                      |                                                                      |                                                                      |                                                                      |                                                                      |                                                                      |                                                                      |                                                                      |                                                                      |                                                                      |                                                                      |

## ترابری
به دلیل باریک بودن خیابان‌های مرکز شهر، عموماً بسیار شلوغ بوده و ترافیک می‌تواند مشکل ساز باشد. آزادراه تاهیتی در نزدیکی مرکز شهر و از بلوار پوماره شروع می‌شود، بلواری که نام آن از خانواده سلطنتی تاهیتی در قرن نوزدهم گرفته شده است. مسافرت‌های هوایی از فرودگاه بین‌المللی فاآ انجام می‌شود. در این فرودگاه، پروازهای داخلی بین جزیره ای عموماً با
ایر تاهیتی صورت می‌پذیرد و پروازهای بین‌المللی توسط ایر تاهیتی نویی، ایر فرانس، لان ایرلاینز، یونایتد ایرلاینز و سایر خطوط هوایی انجام می‌شود. از طریق دریا، مسافران می‌توانند از خدمات فرابر برای سفر به
موئورئا یا از خدمات خط کروز بورا بورا برای سفر به بورا بورا استفاده نمایند.

## اقتصاد

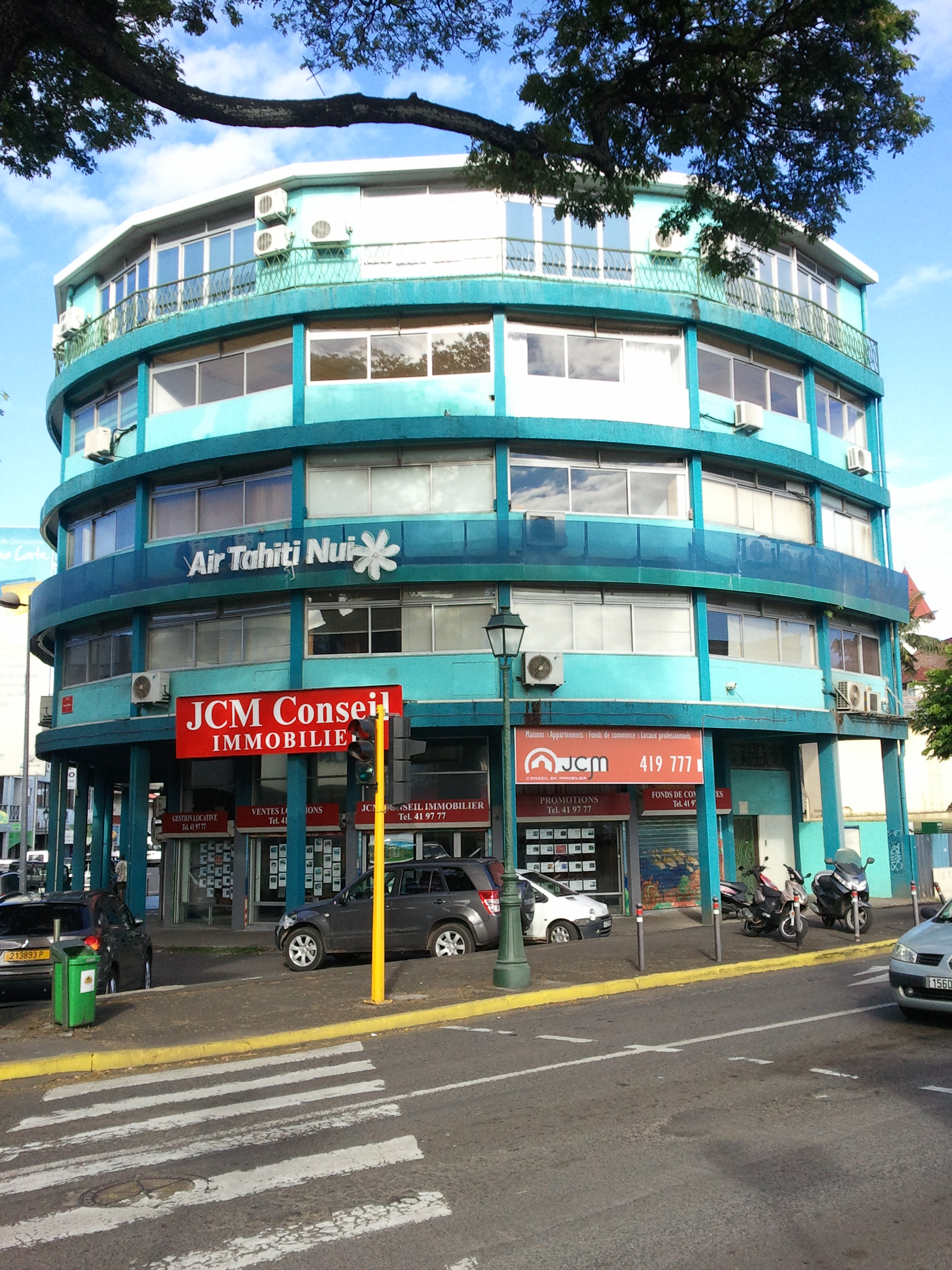
ساختمان دِکستر محل دفترمرکزی شرکت هواپیمایی ایر تاهیتی نویی

دفتر مرکزی خط هوایی ایر تاهیتی نویی در ساختمان دِکستر(به فرانسوی: Immeuble Dexter) در پاپِه ته قرار دارد.

## مراکز آموزشی
دبیرسنان پل گوگن، در این شهر قرار دارد.

## نگارخانه

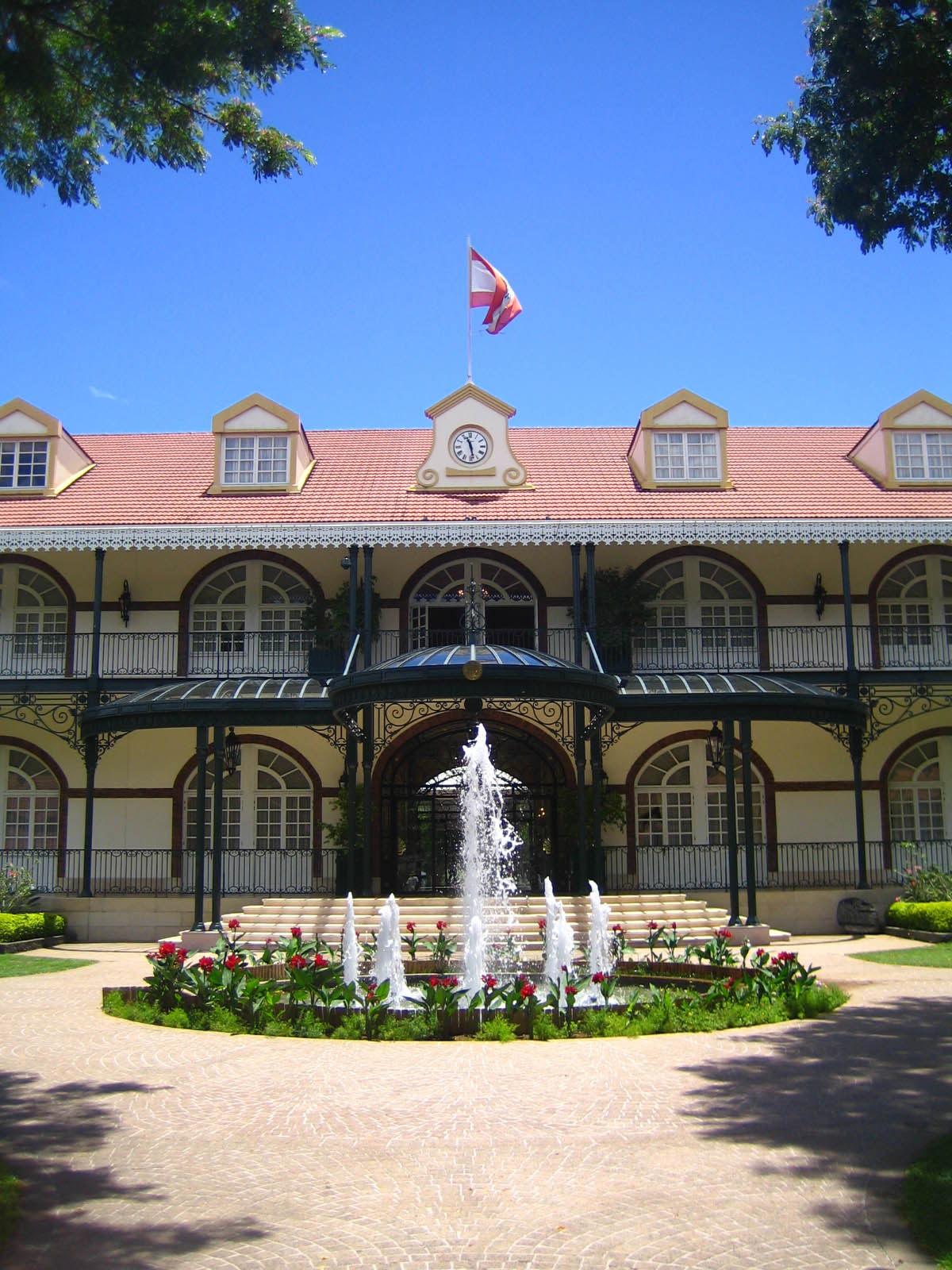
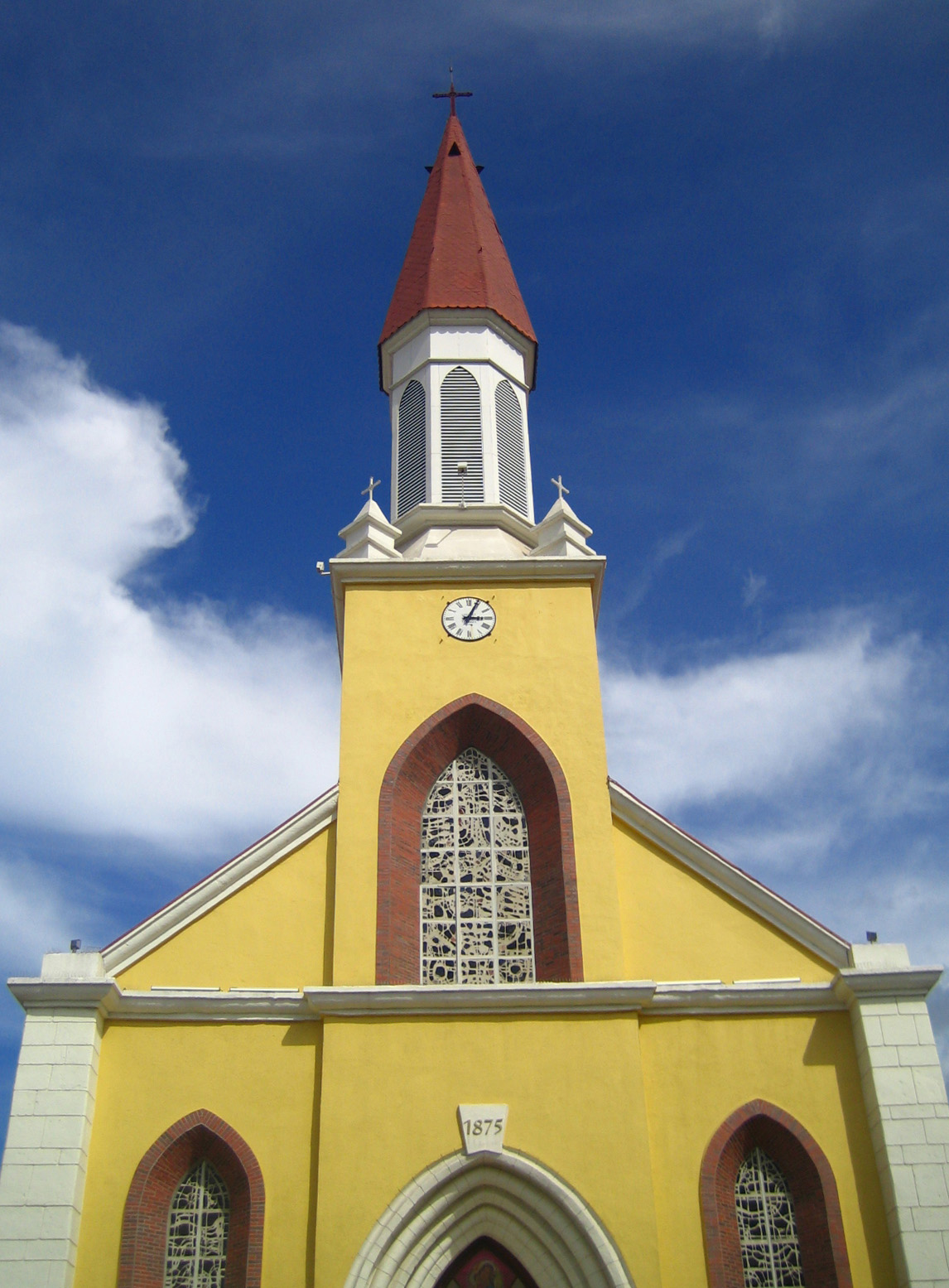
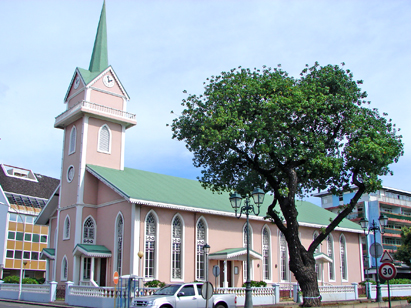

### استنادات
1. ↑  "Répertoire national des élus: les maires" (به فرانسوی). data.gouv.fr, Plateforme ouverte des données publiques françaises. 13 September 2022.
2. ↑  "R1- Population sans doubles comptes, des subdivisions, communes et communes associées de Polynésie française, de 1971 à 1996". ISPF. Archived from the original on 2012-11-14. Retrieved 2019-03-14.
3. ↑  Décret n° 2005-1611 du 20 décembre 2005 pris pour l'application du statut d'autonomie de la Polynésie française بایگانی‌شده  در ۲۰۱۹-۰۳-۲۷ توسط Wayback Machine, Légifrance
4. 1 2  Kay, p. 106
5. ↑  Kay, p. 102.
6. ↑  Arue – 12A Arahiri/Rimapp بایگانی‌شده  در ژوئیه ۲۳, ۲۰۱۱ توسط Wayback Machine
7. ↑  «Map of wards subdivision» (PDF). بایگانی‌شده از اصلی (PDF) در ۱۰ اكتبر ۲۰۲۱. دریافت‌شده در ۳۱ ژوئیه ۲۰۲۴. تاریخ وارد شده در |archive-date= را بررسی کنید (کمک)
8. ↑  «List of wards subdivision» (PDF). بایگانی‌شده از اصلی (PDF) در ۵ نوامبر ۲۰۲۱. دریافت‌شده در ۳۱ ژوئیه ۲۰۲۴.
9. ↑  "Papeete Sun Normals 1961-1990". NOAA. Retrieved 12 November 2015.
10. ↑  ""Air Tahiti Nui Réservation vol à petit prix et promo". Archived from the original on 2012-11-14. Retrieved 2012-11-07.." Air Tahiti Nui. Retrieved on 7 November 2012. "Tahiti – Siège social Immeuble Dexter – Pont de L'Est – Papeete BP 1673 – 98713 Papeete – Tahiti."

Kay, Robert F. Hidden Tahiti, Ulysses Press, Berkeley, California, 2001. ISBN 1-56975-222-2.